# Nico Kuhn
Nico Kuhn (* 13. März 1985 in Leipzig) ist ein deutscher Sachbuchautor und freier Journalist.
Kuhn hat mehrere Sachbücher verfasst, die sich mit Spielekonsolen und mit PC-Hilfe beschäftigen. Für verschiedene Onlinemedien wie Looki war er als Redakteur tätig. Nico Kuhn wohnt in Ilmenau und studiert Medienwirtschaft.

## Schriften
- PlayStation Portable – Tipps & Secrets, Data Becker 2006, ISBN 3-8158-2750-7
- Xbox 360 – Tipps & Tricks, Data Becker 2006, ISBN 3-8158-2770-1
- Windows Vista – Dirty Tricks, 2. Auflage Data Becker 2008, ISBN 3-8158-2920-8
- PC-Notfallhilfe, Data Becker 2008, ISBN 3-8158-2930-5
- Das Buch der geheimen Verschlüsselungstechniken, Data Becker 2009, ISBN 3-8158-2961-5
- Windows 7 – Dirty Tricks, Data Becker 2010, ISBN 978-3-8158-2972-1